# Beyond Divinity
Beyond Divinity – komputerowa gra fabularna wyprodukowana przez belgijskie studio Larian Studios i wydana 2 kwietnia 2004 roku. Akcja gry rozgrywa się 20 lat po wydarzeniach z Divine Divinity. Pod koniec 2009 roku pojawiła się kontynuacja zatytułowana Divinity II: Ego Draconis.
Gracz steruje członkiem zakonu Order of the Divine, którego dusza zostaje połączona z duszą rycerza śmierci.